# Корсаки (Пролетарский район)
Корсаки — посёлок в Пролетарском районе Ростовской области.
Входит в состав Опенкинского сельского поселения.

## Население
| 2010 |
| ---- |
| 71   |

## Улицы
- ул. Точка 6,
- ул. Точка 7,
- ул. Точка 17,
- ул. Широкая.